# Édgar Sosa
Édgar Sosa (ur. 23 sierpnia 1979 w Meksyku) – meksykański bokser, były zawodowy mistrz świata organizacji WBC w kategorii junior muszej (do 108 funtów).
Sosa rozpoczął zawodową karierę w 2000. W swoich pierwszych siedemnastu walkach przegrał pięć razy, m.in. z przyszłymi mistrzami świata – Omarem Niño Romero (WBC) i dwukrotnie z Ulisesem Solísem (IBF).
Po drugiej porażce z Solisem we wrześniu 2003 wygrał kolejnych dwadzieścia pięć walk. Wygrał m.in. z Domingo Guillenem, Francisco Rosasem i byłym mistrzem świata organizacji WBA w kategorii słomkowej Noelem Arambuletem.
14 kwietnia 2007 zdobył wakujące mistrzostwo świata organizacji WBC, pokonując na punkty decyzją większości Amerykanina Briana Vilorię (poprzedni mistrz, Omar Niño Moreno, stracił tytuł po tym, jak w jego organizmie wykryto ślady amfetaminy).
28 lipca 2007 obronił pas mistrzowski, pokonując Luisa Alberto Lazarte. Argentyńczyk został zdyskwalifikowany w dziesiątej rundzie za zadawanie ciosów poniżej pasa. Niecałe dwa miesiące później pokonał przez techniczny nokaut w dziewiątej rundzie Meksykanina Lorenzo Trejo. W ostatniej walce w 2007 pokonał byłego mistrza świata IBF w kategorii słomkowej, Roberto Carlosa Leyvę (TKO w 4. rundzie).
9 lutego 2008 pokonał na punkty Meksykanina Jesusa Iribe. Cztery miesiące później, w piątej obronie swojego tytułu, pokonał przez techniczny nokaut w ósmej rundzie Japończyka Takashi Kunishige. 27 września 2008 roku pokonał na punkty Filipińczyka Sony Boya Jaro, pomimo tego, że w dziewiątej rundzie leżał na deskach i był liczony przez sędziego. W ostatnim pojedynku w 2008 roku pokonał przez techniczny nokaut w siódmej rundzie Juanito Rubillara. Mimo zwycięstwa Sosa mocno ucierpiał – po walce założono mu około 20 szwów.
4 kwietnia 2009 roku, w swojej ósmej obronie, pokonał w czwartej rundzie Pornsawana Kratingdaenggyma, a 20 czerwca tego samego roku wygrał po technicznym nokaucie w piątej rundzie z Carlosem Melo. 15 września 2009 roku, w dziesiątej obronie swojego tytułu, pokonał przez techniczny nokaut Omara Soto.
Tytuł mistrza świata stracił w jedenastej obronie, 21 listopada 2009 roku, po dwóch i pół roku od jego wywalczenia, przegrywając przez techniczny nokaut już w drugiej rundzie z Rodelem Mayolem. Sosa doznał kontuzji w wyniku przypadkowego zderzenia głowami, a chwilę później został znokautowany, w związku z czym sędzia przerwał pojedynek.
Na ring powrócił 5 czerwca 2010, nokautując w drugiej rundzie Roberto Carlosa Leyvę. Było to drugie zwycięstwo Sosy nad tym rywalem. Walka odbyła się w kategorii koguciej. Sosa wygrał kolejnych pięć pojedynków, a następnie 21 października 2011 zmierzył się z Pongsaklekiem Wonjongkamem w walce o tytuł mistrza świata WBC w kategorii muszej. Walkę wygrał tajski bokser na punkty (116–111 i dwukrotnie 117–110). 7 kwietnia 2012 pokonał na punkty Wilberta Uicaba w walce o srebrny pas mistrza świata WBC. Wywalczony tytuł obronił trzykrotnie, pokonując kolejno Shigetakę Ikeharę (RTD w 8. rundzie), Ulisesa Solísa (KO w 2. rundzie) i Giovanniego Segurę (na punkty). 16 maja 2015 po raz kolejny zmierzył się w walce mistrzowskiej o tytuł mistrza świata organizacji WBC w kategorii muszej, przegrał jednak z Románem Gonzálezem przez techniczny nokaut w drugiej rundzie. Po tym pojedynku stoczył jeszcze cztery walki (w tym przegrany na punkty pojedynek z Donnie Nietesem). Ostatnią walkę w karierze stoczył w listopadzie 2019 roku.